# Мемоар за положението на българското малцинство в гръцка и сръбска Македония (1925)
„Мемоарът за положението на българското малцинство в гръцка и сръбска Македония“ (на английски: Memoir on the Situation of the Bulgarian Minority in Greek and Serbian Macedonia) е протестен документ, изпратен от Националния комитет на Съюза на македонските емигрантски организации до Обществото на народите в 1925 година. Мемоарът носи дата 16 юни 1925 година и е подписан от председателя на Националния комитет доктор Константин Станишев и секретаря Владимир Бульов.